# 生きる力
生きる力（いきるちから）とは、全人的な資質や能力のことを指す用語であり、具体的には、「変化の激しいこれからの社会を」生きる力を意味している。

## 生きる力と教育
1996年に文部省（現在の文部科学省）の中央教育審議会（中教審）が「21世紀を展望した我が国の教育の在り方について」という諮問に対する第1次答申の中で、
我々はこれからの子供たちに必要となるのは、いかに社会が変化しようと、自分で課題を見つけ、自ら学び、自ら考え、主体的に判断し、行動し、よりよく問題を解決する資質や能力など自己教育力であり、また、自らを律しつつ、他人とともに協調し、他人を思いやる心や感動する心など、豊かな人間性であると考えた。たくましく生きるための健康や体力が不可欠であることは言うまでもない。我々は、こうした資質や能力を、変化の激しいこれからの社会を、［生きる力］と称することとし、知、徳、体、これらをバランスよくはぐくんでいくことが重要であると考えた。
と述べたことから、教育の新たな目的の一つとして上げられるようになった。
上記のような理念を受けて、その後の学習指導要領の改訂時に総合的な学習の時間が創設された。
2002年以降実施の学習指導要領では、ゆとりの中での特色のある教育によって生きる力をはぐくむという方針であり、2011年以降実施の学習指導要領では、ゆとりでも詰め込みでもなく、生きる力をよりいっそうはぐくむという方針である。

## 批判
一橋大学准教授の河野真太郎は、2001年文部科学省白書に設けられた『千と千尋の神隠し』に関するコラムについて、この映画のテーマは主人公が生きる力を獲得することがテーマであり、その生きる力とは「『他人のために何かをすること』『与えられるのではなく、与えること』の意味を知る」ことだとされていると指摘し、「搾取が容易に可能な主体になることこそが、『生きる力』を手に入れることなのだ」と述べ、労働ダンピングややりがい搾取と関連する形で論じている。